# Team Exel
Ek Team Exel (codi UCI: EXE) va ser un equip ciclista sud-africà de categoria continental que va competir la temporada de 2005. Corria a l'UCI Àfrica Tour.

## Principals victòries
- Campionat d'Àfrica en ruta: Rupert Rheeder (2005)

### Grans Voltes
- Tour de França
  - 0 participacions

- Giro d'Itàlia
  - 0 participacions

- Volta a Espanya
  - 0 participacions

## Classificacions UCI
L'equip participava en els circuits continentals i principalment a les proves de l'UCI Àfrica Tour. La taula presenta les classificacions de l'equip i el millor ciclista en la classificació individual.
UCI Àfrica Tour
| Temporada | Classificació per equips | Millor ciclista en la classificació individual |
| --------- | ------------------------ | ---------------------------------------------- |
| 2005      | 5è                       | Rupert Rheeder (34è)                           |

UCI Àsia Tour
| Temporada | Classificació per equips | Millor ciclista en la classificació individual |
| --------- | ------------------------ | ---------------------------------------------- |
| 2005      | 24è                      | Rupert Rheeder (139è)                          |